# Susisaari (ö i Finland, Norra Savolax, Nordöstra Savolax)
Susisaari är en ö i Finland. Den ligger i sjön Juojärvi och i kommunen Tuusniemi i den ekonomiska regionen  Nordöstra Savolax ekonomiska region  och landskapet Norra Savolax, i den centrala delen av landet, 300 km nordost om huvudstaden Helsingfors. Öns area är 65,7 hektar och dess största längd är 1,5 kilometer i öst-västlig riktning.